# Krewe

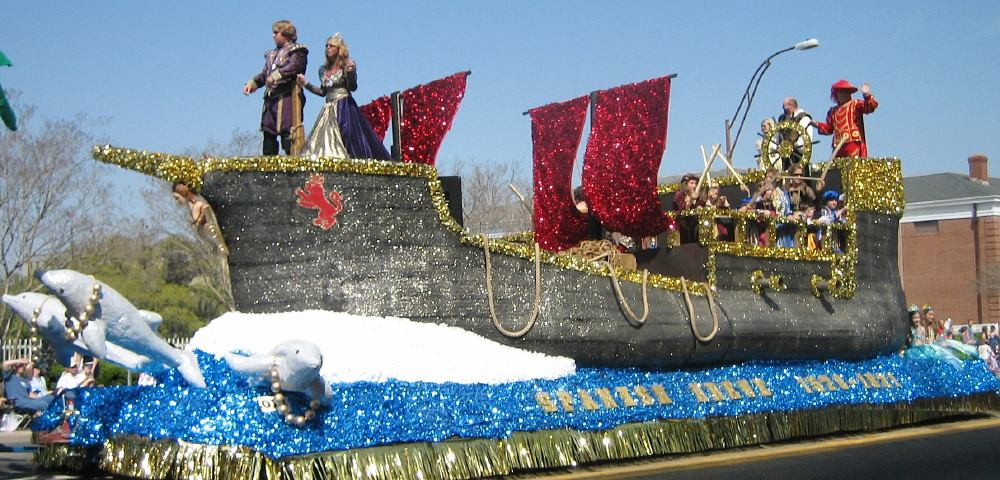
"Spanish Krewe" alla sfilata di Springtime Tallahassee

Una krewe (pronunciata allo stesso modo di "crew") è un ente che organizza una parata e/o un ballo per la stagione di Carnevale. Il termine è noto per associazione con il Carnevale di New Orleans, ma è usato anche per l'organizzazione di altri carnevali nell'area del Golfo del Messico, come nel caso di Gasparilla Pirate Festival a Tampa in Florida, Springtime Tallahassee, La Crosse e nel Saint Paul Winter Carnival.
Il termine si pensa sia stato coniato nel XIX secolo da una organizzazione che si faceva chiamare Ye Mistick Krewe of Comus, come arcaismo; con il passare del tempo è divenuto il termine più comune dato alle associazioni che organizzano le sfilate del Carnevale di New Orleans. La Mistick Krewe of Comus si ispirò a sua volta ad una società mistica di Mobile, che organizzava localmente parate annuali, chiamate Cowbellion de Rakin Society, sin dal 1830.
I membri delle krewe si tassano per pagare i costi della sfilata o ballo organizzato dall'associazione. Le quote possono variare da migliaia di dollari l'anno a persona per le sfilate più elaborate a un minimo di 20 dollari l'anno per i più piccoli marching Club. I criteri per accedere ad un krewe possono essere diversi, e vanno dalle organizzazioni esclusive in gran parte limitate a parenti di membri precedenti, ad altre organizzazioni aperte a chiunque sia in grado di pagare la quota associativa. Krewe con basse spese associative possono anche richiedere ai membri di lavorare per aiutare a costruire e decorare i carri allegorici e confezionare i propri costumi; le krewe che richiedono quote annue più elevate si rivolgono a professionisti per fare questo lavoro. I membri delle krewe che partecipano alle sfilate, di solito provvedono direttamente all'acquisto dei materiali (stelle filanti, coriandoli, ninnoli) gettati agli spettatori secondo la tradizione di Mobile e New Orleans
Alcune krewe organizzano anche serate di ballo private nel corso dell'intero anno. Alcune sostengono organizzazioni di volontariato che si occupano di carità e sostegno ai più bisognosi.
Ogni anno le krewe hanno il compito di eleggere il Rex, il re del carnevale. La Rex Organization è stata creata allo scopo di organizzare una parata diurna per i residenti della città. Il motto è "Pro Bono Publico-per il bene pubblico."
Fra le krewe più famose vi sono Mistick Krewe of Comus, Krewe of Proteus, Rex Parade, Zulu Social Aid & Pleasure Club] e Knights of Momus.